# Galerina chionophila
Galerina chionophila är en svampart som tillhör divisionen basidiesvampar, och som beskrevs av Senn-Irlet. Galerina chionophila ingår i släktet Galerina, och familjen buktryfflar. Arten har ej påträffats i Sverige.